# گری مانوئل
 گری مانوئل (انگلیسی: Gary Manuel؛ زادهٔ ۲۰ فوریهٔ ۱۹۵۰) یک بازیکن فوتبال اهل استرالیا است.
وی همچنین در تیم ملی فوتبال استرالیا بازی کرده است.